# Timothé Le Boucher
Pour les articles homonymes, voir Le Boucher (homonymie).
Timothé Le Boucher est un auteur de bande dessinée français, né le 25 octobre 1988.

## Biographie

### Jeunesse et formation
Timothé Le Boucher naît le 25 octobre 1988.
Alors qu’il est étudiant à l’École européenne supérieure de l'image à Angoulême d’où il sortira diplômé d’un master Bande dessinée et un DNSEP, il présente « régulièrement des planches sur le site de Manolosanctis » ; « les gens y échangent leurs points de vue sur le travail de ceux qui ont mis des planches en ligne ». En août 2010, la maison d’édition Manolosanctis l’appelle pour lui proposer de faire un album de bande dessinée. L’auteur écrit trois scénarios différents, dont celui de Skins Party, qui séduit les éditeurs.

### Carrière

#### Entre étude et bande dessinée
Lorsqu'il a vingt-deux ans, alors en études de troisième année à l’École européenne supérieure de l'image, Timothé Le Boucher sort sa première bande dessinée Skins Party, publiée par Manolosanctis en février 2011 et dont il est scénariste, dessinateur et coloriste. L'auteur réalise les cent-dix pages de l'album en trois mois. L’histoire raconte une soirée sans limites entre potes et qui finit en descente aux enfers. Le livre est nommé dans la « Sélection officielle » au Festival d’Angoulême, l’année suivante, moment où la maison d’édition, mise en liquidation judiciaire, annule sa venue au festival.
Après la publication de Vivre dessous par Manolosanctis en août 2011, La Boîte à bulles publie un second one shot, Les Vestiaires, en début mai 2014, récit brutal sur l'adolescence dans le huis-clos du collège.
En 2014, après ses études, il s'installe à Strasbourg.
Il réalise des bandes dessinées dans le magazine Topo pour le no 3 de janvier 2017 et le no 7 d'août 2017.

#### Succès
Sa troisième bande dessinée, Ces jours qui disparaissent, sort en septembre 2017 aux éditions Glénat. Ce récit, relevant du fantastique, met en scène un personnage acrobate qui connaît des troubles de la personnalité. L’idée du récit est venue à l'auteur alors qu'il sortait des Beaux-Arts d’Angoulême, une période où il remettait en question l'idée de continuer la bande dessinée ou alors de chercher un métier plus rémunérateur pour gagner sa vie : « J’y pensais énormément, j’étais comme une personne qui ne vivait son présent qu’un jour sur deux. Et de là, en quelques jours, toute l’histoire s’est imposée à moi ». Le livre s'est vendu à plus de 60 000 exemplaires et remporte le prix littéraire des lycéens et apprentis de la Provence-Alpes-Côte d'Azur, le 21 mai 2019.
En fin janvier 2018, au Festival d'Angoulême 2018, Ces jours qui disparaissent reçoit le prix des libraires de bande dessinée qui, d'après Le Figaro, doit être adapté au cinéma par Jonathan Barré avec Arena Films  et dont la sortie était initialement prévue au printemps 2019.
En avril 2019, le roman graphique Le Patient est édité aux éditions Glénat. Le journaliste Gilles Ratier décrit le récit comme un thriller psychologique hitchcockien. Le 9 décembre 2019, il fait partie des six finalistes du prix de la BD Fnac.
En novembre 2021 sort la première partie d'un diptyque nommé 47 cordes. L'histoire met en scène un jeune harpiste qui rencontre une métamorphe, capable de changer d'apparence. Le journalise Jérôme Lachasse sur BFM TV décrit l'ouvrage comme « un thriller fantastique aux allures de conte macabre ».

## Influences
Timothé Le Boucher dit s'inspirer des codes du manga sur l'élaboration graphique de ses personnages, afin de les rendre facilement identifiables.

## Œuvres

### Romans graphiques
- Skins Party, Manolosanctis, « Gomorrhe », février 2011
Scénario, dessin et couleurs : Timothé Le Boucher - (ISBN 978-2-359-76017-0)
- Vivre dessous, Manolosanctis, « Agora », août 2011
Scénario : Thomas Cadène - Dessin : Maud Begon, Timothé Le Boucher, Joseph Safieddine, Terreur Graphique, Wouzit, etc. - (ISBN 978-2-359-76070-5)
- Les Vestiaires, La Boîte à bulles, « Hors Champ », mai 2014
Scénario, dessin et couleurs : Timothé Le Boucher - (ISBN 978-2-84953-201-0)
- Ces jours qui disparaissent, Glénat, « 1000 Feuilles », septembre 2017
Scénario, dessin et couleurs : Timothé Le Boucher - (ISBN 978-2-344-01332-8)
- Le Patient, Glénat, « 1000 Feuilles », avril 2019
Scénario, dessin et couleurs : Timothé Le Boucher - (ISBN 978-2-344-02807-0).

## Distinctions

### Récompenses
- Canal BD 2017 : prix des libraires de bande dessinée pour Ces jours qui disparaissent
- Utopiales 2018 : prix de la meilleure bande dessinée de science-fiction pour Ces jours qui disparaissent[17]
- PLPACA 2018 : prix littéraire des lycéens et apprentis de la Provence-Alpes-Côte d'Azur pour Ces jours qui disparaissent[10]

### Nominations
- Festival d'Angoulême 2012 : sélection officielle pour Skins Party
- ACBD 2018 : grand prix de la critique pour Ces jours qui disparaissent
- Festival d'Angoulême 2018 : sélection officielle pour Ces jours qui disparaissent

## Adaptation
La bande dessinée Le Patient est adaptée sous le même titre à la télévision par Christophe Charrier, en 2022.